# Az orvos titka
Az orvos titka est un film hongrois réalisé par  Tibor Hegedüs et sorti en 1930. Tourné en France aux Studios de Joinville (?) C'est la version hongroise de The Doctor's Secret de William C. de Mille (1929).

## Fiche technique
- Titre original : Az orvos titka
- Réalisation : Tibor Hegedüs
- Scénario : J. M. Barrie, Zsolt Harsányi
- Pays d'origine :  Hongrie
- Producteurs : Jesse L. Lasky, Adolph Zukor
- société de production : Les Studios Paramount
- Lieu de tournage : Studios de Joinville
- Son : mono
- Format : Noir et blanc
- Dates de sortie : Royaume de Hongrie (1920-1946) : 19 octobre 1930

## Distribution
- Gizi Bajor
- Vilma Gömöry
- Artúr Somlay (de)
- Sándor Góth
- Gusztáv Pártos (en)
- Blanka Szombathelyi
- Ödön Bárdi (en)
- Dezső Kertész (en)
- László Keleti